# Miss Brasil 2023
Miss Brasil 2023 (oficialmente Miss Universo Brasil 2023) fue la 68.ª edición de Miss Brasil, válido exclusivamente para la competencia de Miss Universo. Se realizó en el Pátio Welucci en la ciudad de São Paulo, Brasil el 8 de julio de 2023. 27 candidatas compitieron por el título. Al final del evento Mia Mamede, Miss Brasil 2022 de Espírito Santo, coronó a Maria Brechane, de Río Grande del Sur, como su sucesora.

## Resultados
La ganadora de esta edición representará a Brasil en la 72.ª edición de Miss Universo.
| Resultado final   | Candidata |
| ----------------- | --- |
| Miss Brasil 2023  | - Río Grande del Sur - Maria Brechane |
| Primera finalista | - Mato Grosso - Bárbara Reis |
| Segunda finalista | - São Paulo - Vitória Brodt |
| Top 7             | - Amazonas - Alice Casanova Δ - Goiás - Renata Guerra - Pará - Milena Gomes - Sergipe - Gabriela Botelho |
| Top 16            | - Alagoas - Ruthy Raphaela - Amapá - Alessandra Barcelos - Ceará - Beatriz Militão - Distrito Federal - Thayná Lima - Paraná - Mariana Becker - Pernambuco - Erivânia Izídio - Río Grande del Norte - Giovanna França - Santa Catarina- Sasha Bauer - Tocantins - Victória Schneider |

- Δ Votada por el público vía internet para completar el cuadro de 7 finalistas.

### Orden de clasificación
| 1. Distrito Federal 2. Pernambuco 3. Ceará 4. Río Grande del Norte 5. Santa Catarina 6. Alagoas 7. Amapá 8. Amazonas 9. Mato Grosso 10. Río Grande del Sur 11. Paraná 12. Tocantins 13. São Paulo 14. Goiás 15. Pará 16. Sergipe | 1. Pará 2. Mato Grosso 3. Sergipe 4. Río Grande del Sur 5. São Paulo 6. Goiás 7. Amazonas | 1. São Paulo 2. Mato Grosso 3. Río Grande del Sur |

## Candidatas
27 candidatas participaron en el certamen:
| Estado               | Candidata                       | Edad | Estatura | Residencia               |
| -------------------- | ------------------------------- | ---- | -------- | ------------------------ |
| Acre                 | Ludimila Souza Pereira          | 21   | 1.68     | Xapuri                   |
| Alagoas              | Ruthy Raphaela                  | 22   | 1.70     | Taquarana                |
| Amapá                | Alessandra Ohana Nery Barcellos | 25   | 1.68     | Macapá                   |
| Amazonas             | Alice de Lima Casanova          | 25   | 1.70     | Coari                    |
| Bahía                | Raíssa Dutra Rodrigues          | 22   | 1.68     | Barra da Estiva          |
| Ceará                | Beatriz Moreira Militão         | 25   | 1.72     | Trairi                   |
| Distrito Federal     | Thayná Souza de Lima            | 27   | 1.75     | Setor Noroeste           |
| Espírito Santo       | Anna Beatriz Pereira de Souza   | 19   | 1.75     | Vitória                  |
| Goiás                | Renata Guerra Otoni de Abreu    | 27   | 1.73     | Alto Paraíso de Goiás    |
| Maranhão             | Lorena Caroline Maia e Silva    | 27   | 1.70     | São Luís                 |
| Mato Grosso          | Bárbara Ciríaco dos Reis        | 26   | 1.80     | Norte Mato-Grossense     |
| Mato Grosso del Sur  | Rebeca Campos Vianna            | 24   | 1.84     | Campo Grande             |
| Minas Gerais         | Isadora Lúcia de Souza Silva    | 21   | 1.73     | Ouro Preto               |
| Pará                 | Milena Gomes de Jesus           | 25   | 1.70     | Salvaterra               |
| Paraíba              | Ana Vitória Jacinto Araújo      | 24   | 1.79     | Pocinhos                 |
| Paraná               | Mariana Becker Bonetti          | 26   | 1.68     | Francisco Beltrão        |
| Pernambuco           | Maria Erivânia Izídio Souza     | 24   | 1.66     | Santa Cruz do Capibaribe |
| Piauí                | Gabriela Reis Menezes           | 26   | 1.64     | Parnaíba                 |
| Río de Janeiro       | Paula Cardoso da Silva          | 27   |          | Nova Iguaçu              |
| Río Grande del Norte | Giovanna Maria França           | 22   | 1.77     | Natal                    |
| Río Grande del Sur   | Maria Eduarda Ribeiro Brechane  | 19   | 1.75     | Río Grande               |
| Rondônia             | Vitória Ribeiro de Brito        | 19   | 1.70     | Vilhena                  |
| Roraima              | Manoela Figueira Salcides       | 23   | 1.70     | Boa Vista                |
| Santa Catarina       | Sasha Benner Bauer              | 24   | 1.76     | Blumenau                 |
| São Paulo            | Vitória Zenobini Brodt          | 24   | 1.72     | Campinas                 |
| Sergipe              | Gabriela Botelho Campos Serrano | 22   | 1.73     | Aracaju                  |
| Tocantins            | Victória Guarda Schneider       | 23   | 1.75     | Palmas                   |

## Datos acerca de las delegadas
- Algunas de las delegadas del Miss Brasil 2023 han participado o participarán en otros certámenes de importancia nacionales e internacionales:
  - Thayná Lima (Distrito Federal) participó en Miss Supranacional 2017 siendo parte del Top 25 de semifinalistas.
  - Bárbara Reis (Mato Grosso) participó en Miss Supranacional 2018 donde logró ser Top 10.

- Otros datos significativos de algunas delegadas:
  - Renata Guerra (Goiás), Lorena Silva (Maranhão), Gabriela Menezes (Piauí) fueron las primeras candidatas del certamen que participaron siendo madres.

## Sobre los estados en Miss Brasil 2023

### Estados que regresan a la competencia
Compitiò por última vez en 2021:
- Alagoas